# Swatycomet
Swatycomet d. o. o. je mariborsko podjetje, ki proizvaja brusilne in rezalne plošče in tehnične tkanine. 

## Zgodovina

### Swaty
Leta 1879 je kemik Franz Swaty na Dunaju ustanovil tovarno Swaty za izdelavo umetnih brusov. Leta 1886 se je podjetje preselilo na današnjo lokacijo v Mariboru. Sprva so izdelovali bruse v mineralnem vezivu, leta 1929 pa so začeli proizvajati keramično vezane bruse. Leta 1984 so začeli proizvajati diamantno in boronitridno brusilno orodje v smolni vezi, leta 1990 pa v keramični vezi. Leta 1992 se podjetje spremeni v delniško družbo Swaty d.d.

### Comet
Comet je bil ustanovljen leta 1958, proizvajali so umetne bruse na magnezitni osnovi za potrebe kovaške industrije. Leta 1968 so začeli proizvajati bruse v bakelitnem mazivu. Leta 1983 so začeli razvijati diamantna rezila v galvanski in smolni vezi, leto kasneje se začne proizvodnja tkanja in impregnacije steklenih tkanin za potrebe brusne industrije. Leta 1993 začnejo razvijati izdelke in brusnega platna in papirja. Leta 2007 postane Comet del Skupine Avtotehna.